# Crips
Els Crips són una banda criminal predominantment afroamericana establerta a Los Angeles (Califòrnia) el 1969. Fundada per Raymond Washington i Stanley Williams, inicialment es va formar com una banda de protecció local, però ràpidament es va expandir cap a activitats criminals. Els Crips són coneguts pel seu ús distintiu del color blau en la vestimenta i pels seus signes de mà característics.

## Història
Els Crips es van originar a finals dels anys 1960 a Los Angeles, en un context de violència de bandes i desigualtat social. Inicialment, Raymond Washington i Stanley Williams volien crear una organització per protegir els joves afroamericans dels barris marginals, però aviat la banda es va veure involucrada en delictes violents i enfrontaments amb altres bandes.
Durant els anys 1970 i 1980, els Crips es van expandir ràpidament, absorbint altres bandes més petites i establint el seu domini en diverses àrees de Califòrnia. La seva rivalitat amb els Bloods es va intensificar, donant lloc a una guerra de bandes que ha provocat milers de morts al llarg de les dècades.
L'expansió de la banda es va accelerar amb l'auge del tràfic de drogues, especialment amb la introducció del crac durant els anys 1980. Això va portar a una escalada de la violència i a una major atenció policial cap a la banda.
Els Crips no tenen una estructura jeràrquica centralitzada, sinó que estan formats per diversos grups locals anomenats sets. Cada set té el seu propi lideratge i regles, però comparteixen símbols comuns, com el color blau, bandanes i un conjunt de signes de mà utilitzats per comunicar-se. Els membres dels Crips sovint s'identifiquen amb la lletra "C" i fan servir termes i gestos exclusius de la banda. A més, eviten l'ús de la lletra B en referència als seus rivals, els Bloods.
Tot i que els Crips van néixer a Los Angeles, actualment tenen presència a moltes ciutats dels Estats Units d'Amèrica, així com en altres països com el Canadà i el Regne Unit. L'expansió de la banda ha estat facilitada per la seva estructura descentralitzada i per la seva capacitat d'adaptar-se a diferents entorns criminals.